# Stereogorgia
Stereogorgia is een geslacht van neteldieren uit de klasse van de Anthozoa (bloemdieren).

## Soort
- Stereogorgia claviformis Kukenthal, 1916